# Bilan saison par saison des Panthers de la Floride
Les Panthers de la Floride sont une franchise de hockey sur glace d'Amérique du Nord évoluant dans la Ligue nationale de hockey depuis l'expansion de la Ligue en 1993. Cette page retrace les résultats de l'équipe depuis cette première saison,.

## Résultats
| Saison            | PJ             | V              | D              | N              | DP             | DTB            | BP             | BC             | Pts            | Classement              | Séries éliminatoires                                   | Entraîneur                             |
| ----------------- | -------------- | -------------- | -------------- | -------------- | -------------- | -------------- | -------------- | -------------- | -------------- | ----------------------- | ------------------------------------------------------ | -------------------------------------- |
| 1993-1994         | 84             | 33             | 34             | 17             | —              | —              | 233            | 233            | 83             | 5e division Atlantique  | Non qualifiés                                          | Roger Neilson                          |
| 1994-1995         | 48             | 20             | 22             | 6              | —              | —              | 115            | 127            | 46             | 5e division Atlantique  | Non qualifiés                                          | Roger Neilson                          |
| 1995-1996         | 82             | 41             | 31             | 10             | —              | —              | 254            | 234            | 92             | 3e division Atlantique  | 4-1 Bruins · 4-2 Flyers · 4-3 Penguins · 0-4 Avalanche | Doug MacLean                           |
| 1996-1997         | 82             | 35             | 28             | 19             | —              | —              | 221            | 201            | 89             | 3e division Atlantique  | 1-4 Rangers                                            | Doug MacLean                           |
| 1997-1998         | 82             | 24             | 43             | 15             | —              | —              | 203            | 256            | 63             | 6e division Atlantique  | Non qualifiés                                          | Doug MacLean Bryan Murray              |
| 1998-1999         | 82             | 30             | 34             | 18             | —              | —              | 210            | 228            | 78             | 2e division Sud-Est     | Non qualifiés                                          | Terry Murray                           |
| 1999-2000         | 82             | 43             | 27             | 6              | 6              | —              | 244            | 209            | 98             | 2e division Sud-Est     | 0-4 Devils                                             | Terry Murray                           |
| 2000-2001         | 82             | 22             | 38             | 13             | 9              | —              | 200            | 246            | 66             | 3e division Sud-Est     | Non qualifiés                                          | Terry Murray Duane Sutter              |
| 2001-2002         | 82             | 22             | 44             | 10             | 6              | —              | 180            | 250            | 60             | 4e division Sud-Est     | Non qualifiés                                          | Duane Sutter Mike Keenan               |
| 2002-2003         | 82             | 24             | 36             | 13             | 9              | —              | 176            | 237            | 70             | 4e division Sud-Est     | Non qualifiés                                          | Mike Keenan                            |
| 2003-2004         | 82             | 28             | 35             | 15             | 4              | —              | 188            | 221            | 75             | 4e division Sud-Est     | Non qualifiés                                          | Mike Keenan Rick Dudley John Torchetti |
| 2004-2005         | Saison annulée | Saison annulée | Saison annulée | Saison annulée | Saison annulée | Saison annulée | Saison annulée | Saison annulée | Saison annulée | Saison annulée          | Saison annulée                                         | Saison annulée                         |
| 2005-2006         | 82             | 37             | 34             | —              | 6              | 5              | 240            | 257            | 85             | 4e division Sud-Est     | Non qualifiés                                          | Jacques Martin                         |
| 2006-2007         | 82             | 35             | 31             | —              | 8              | 8              | 247            | 257            | 86             | 4e division Sud-Est     | Non qualifiés                                          | Jacques Martin                         |
| 2007-2008         | 82             | 38             | 35             | —              | 3              | 6              | 216            | 226            | 85             | 3e division Sud-Est     | Non qualifiés                                          | Jacques Martin                         |
| 2008-2009         | 82             | 41             | 30             | —              | 3              | 8              | 234            | 231            | 93             | 3e division Sud-Est     | Non qualifiés                                          | Peter DeBoer                           |
| 2009-2010         | 82             | 32             | 37             | —              | 3              | 10             | 204            | 244            | 77             | 5e division Sud-Est     | Non qualifiés                                          | Peter DeBoer                           |
| 2010-2011 Détail  | 82             | 30             | 40             | —              | 5              | 7              | 195            | 229            | 72             | 5e division Sud-Est     | Non qualifiés                                          | Peter DeBoer                           |
| 2011-2012         | 82             | 38             | 26             | —              | 7              | 11             | 203            | 227            | 94             | 1er division Sud-Est    | 3-4 Devils                                             | Kevin Dineen                           |
| 2012-2013         | 48             | 15             | 27             | —              | 5              | 1              | 112            | 171            | 36             | 5e division Sud-Est     | Non qualifiés                                          | Kevin Dineen                           |
| 2013-2014         | 82             | 29             | 45             | —              | 2              | 6              | 196            | 268            | 66             | 7e division Atlantique  | Non qualifiés                                          | Kevin Dineen Peter Horachek            |
| 2014-2015         | 82             | 38             | 29             | —              | 5              | 10             | 206            | 223            | 91             | 6e division Atlantique  | Non qualifiés                                          | Gerard Gallant                         |
| 2015-2016         | 82             | 47             | 26             | —              |                |                | 239            | 203            | 103            | 1er division Atlantique | 2-4 Islanders                                          | Gerard Gallant                         |
| 2016-2017         | 82             | 35             | 36             | —              |                |                | 210            | 237            | 81             | 6e division Atlantique  | Non qualifiés                                          | Gerard Gallant Tom Rowe                |
| 2017-2018         | 82             | 44             | 30             | —              |                |                | 248            | 246            | 96             | 4e division Atlantique  | Non qualifiés                                          | Robert Boughner                        |
| 2018-2019         | 82             | 36             | 32             | —              |                |                | 267            | 280            | 86             | 5e division Atlantique  | Non qualifiés                                          | Robert Boughner                        |
| 2019-2020         | 69             | 35             | 26             | —              |                |                | 231            | 228            | 78             | 4e division Atlantique  | 1-3 Islanders                                          | Joel Quenneville                       |
| 2020-2021 Détails | 56             | 37             | 14             | —              |                |                | 189            | 153            | 79             | 2e division Centrale    | 2-4 Lightning                                          | Joel Quenneville                       |